# 默尼库尔
默尼库尔（法語：Menucourt，法語發音：[mənykuʁ] ⓘ）是法国法兰西岛大区瓦兹河谷省的一个市镇，属于蓬图瓦兹区。

## 地理
默尼库尔（49°1'38"N, 1°58'53"E）面积3.68 平方千米，位于法国法蘭西島大區瓦兹河谷省，该省份为法国北部内陆省份，北起瓦兹省，西接厄尔省，南至塞纳-圣但尼省、上塞纳省和伊夫林省，东临塞纳-马恩省。
与默尼库尔接壤的市镇（或旧市镇、城区）包括：萨日、埃韦克蒙、塞纳河畔沃、布瓦斯蒙、孔代库尔、库尔迪芒什。

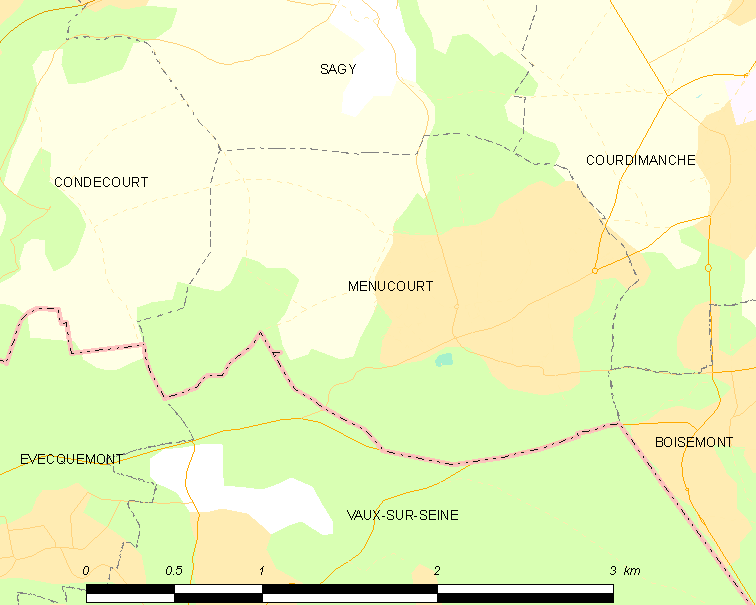
默尼库尔的OSM定位图

默尼库尔的时区为UTC+01:00、UTC+02:00（夏令时）。

## 行政
默尼库尔的邮政编码为95180，INSEE市镇编码为95388。

## 政治
默尼库尔所属的省级选区为沃雷阿勒县。

## 人口

1962-2008年间默尼库尔人口变化图示

默尼库尔于2022年1月1日时的人口数量为6189人。